# 葉宏蔚
葉宏蔚（1999年11月1日—），臺中人，台灣男子羽球選手，中租企業羽球隊隊員。畢業於臺北市立大同高中，目前為臺北市立大學學生。他是2022年加拿大公開賽、2023年美國公開賽混雙冠軍、2021年世界大學運動會混合團體及混合雙打金牌得主。

## 選手生涯

### 早年經歷
葉宏蔚出生臺中，小學三年級開始接觸羽球；因受台北市大同高中羽球隊教練青睞，國中、高中前往大同高中就學、訓練。2015年，時年17歲葉宏蔚加入剛成立的中租企業羽球隊，18歲成為正式隊員。2017年，葉宏蔚與男雙搭檔蘇力瑋在第二次全國排名賽之後成為甲組球員。
2017年8月，葉宏蔚參加懷卡托國際賽，與蘇力瑋合作在男子雙打比賽決賽中以2比1（21-16、17-21、21-19）力克馬來西亞陈堂杰/苏伟译，獲兩人搭配以來在國際成人賽的第一個冠軍，在混雙項目亦搭檔鄧淳薰獲得亞軍。9月，與鄧淳薰在雪梨國際賽奪得混雙冠軍。之後葉宏蔚也曾與盧震、江建葦搭檔，均曾於國際賽事奪冠。

### 2020－2022年
2020年底，原屬亞柏羽球隊的蘇敬恒轉隊至中租與葉宏蔚搭檔，兩人搭配未滿一個月即於2021年初舉辦的第一次全國羽球排名賽奪得男子雙打冠軍，並於隔年第一次全國羽球排名賽獲得第二冠。
受2019冠状病毒病疫情影響，葉宏蔚／蘇敬恒直到2022年才開始參加國際賽事，同時葉宏蔚也開始搭檔李佳馨參加混雙賽事。2022年2月，葉／蘇於葡萄牙國際賽決賽以直落二（21-18、21-14）擊敗隊友吳冠勳／魏俊緯，與李佳馨在混雙決賽也以2比1（21-10、19-21、21-9）擊敗德國的福尔克／库斯佩特，同時獲得男雙、混雙搭檔後首座國際賽冠軍。此後葉宏蔚、蘇敬恒陸續奪得南特國際挑戰賽冠軍、波蘭公開賽和意大利國際賽亞軍，混雙方面亦與李佳馨在波蘭、奧地利兩站賽事奪冠。
歷經2022上半年在歐洲征戰累積經驗及世界排名積分後，葉／蘇在7月出賽搭檔以來首站世界巡迴賽。他們在台北公開賽16強擊敗印度的阿琼·M·R／杜鲁夫·卡皮拉、八強擊敗日本的岡村洋輝／小野寺雅之，最終以0比2（13-21、20-22）不敵馬來西亞的万炜聪／鄭凱文，止步四強。同年10月，葉宏蔚與李佳馨在加拿大公開賽混雙決賽以2比1（12-21、21-12、21-15）逆轉第一種子綠川大輝／齋藤夏，獲得搭檔以來首座世界巡迴賽冠軍。

### 2023年

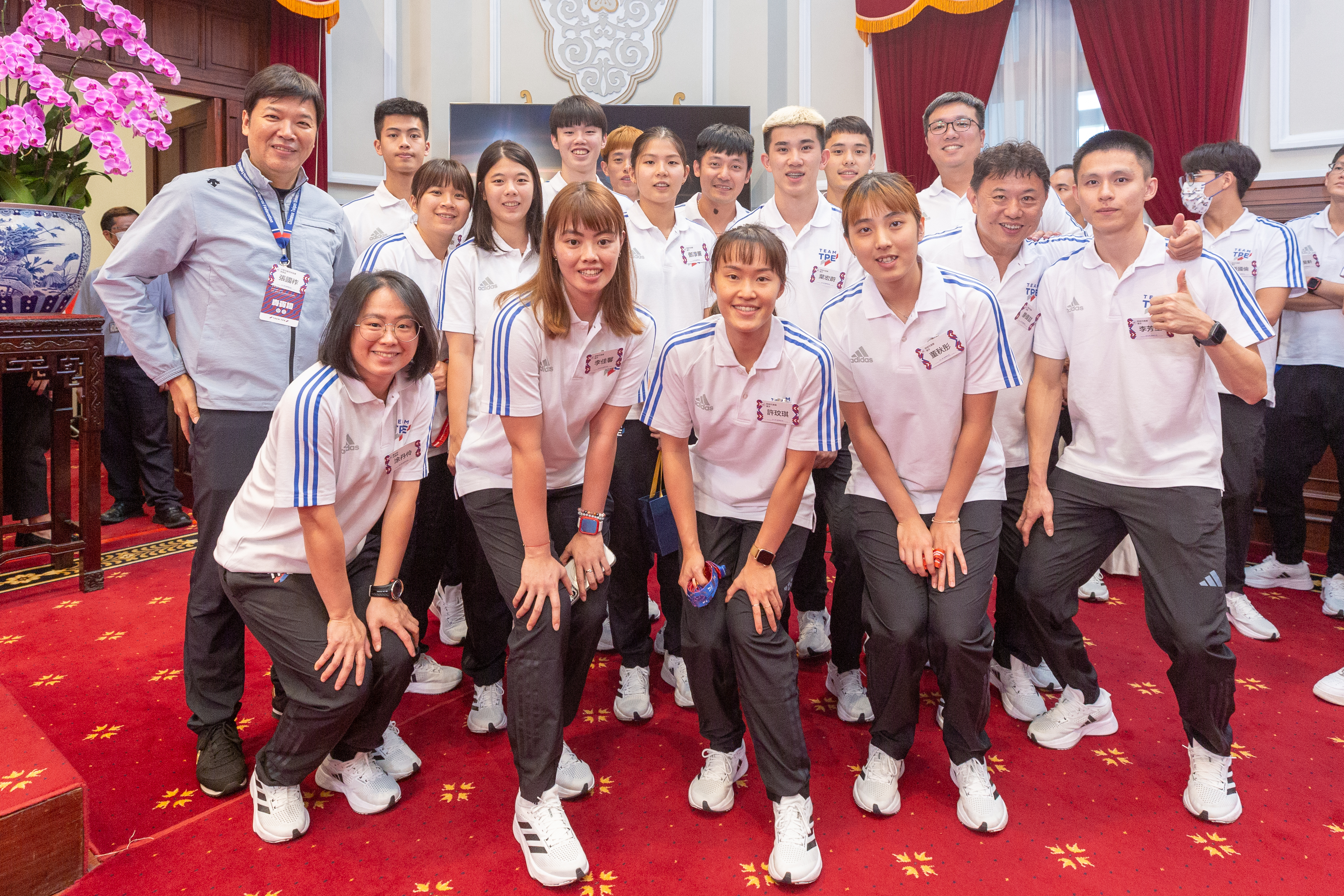
葉宏蔚作為2021年世大運羽球代表隊一員，最終取得羽球混合團體、混合雙打金牌

葉宏蔚在2023年參加的國際賽事以世界羽聯世界巡迴賽為主。葉宏蔚、蘇敬恒在1月舉行的泰國大師賽男雙八強、四強分別擊敗來自印尼的庫蘇馬瓦達納／蘭比坦、菲克里／毛拉纳，搭檔以來首次晉級世界巡迴賽決賽，最終他們以16－21、17－21不敵另一對印尼組合利奥·罗利·卡尔南多／丹尼尔·马丁；3月，葉、蘇在西班牙馬德里大師賽亦闖入準決賽。
自3月起，葉宏蔚在混雙賽場有更多斬獲。他與李佳馨在瑞士、泰國、台北、海洛四站公開賽晉級四強，法國奧爾良大師賽闖入決賽；該年7月，葉宏蔚、李佳馨在美國公開賽混雙決賽以12－21、21－6、21－18戰勝丹麥的馬蒂亞斯·蒂里／艾米麗·馬厄隆，奪得賽季首冠。時至8月，葉宏蔚以臺北市立大學學生身分參加在四川舉辦的成都世界大學運動會羽球比賽；他與搭檔李佳馨在混合團體項目作為混雙主力幫助隊伍取得金牌，再於隨後舉行的混合雙打決賽擊敗隊友李芳至／鄧淳薫，奪得第二金。
8月下旬，葉宏蔚／李佳馨搭檔以來首次參加世界羽毛球錦標賽，作為第16種子出戰混合雙打項目。他們在首輪輪空，次輪以直落二擊敗美國組合邱愷翔／珍妮·蓋；第三輪賽事，葉／李在面對第6種子、韓國的金元昊／鄭那銀時先勝一局，並且第二局以20－17率先取得賽末點的情況下遭對手逆轉，最終以1比2（21-18、20-22、17-21）落敗，止步16強。

## 主要比賽成績
只列出曾進入準決賽的國際賽事成績：
| 年份   | 賽事                         | 公開賽級別 | 項目     | 搭檔   | 成績   |
| ------ | ---------------------------- | ---------- | -------- | ------ | ------ |
| 2017年 | 懷卡托羽毛球國際賽           | 國際系列賽 | 男子雙打 | 蘇力瑋 | 冠軍   |
| 2017年 | 懷卡托羽毛球國際賽           | 國際系列賽 | 混合雙打 | 鄧淳薰 | 亞軍   |
| 2017年 | 雪梨羽毛球國際賽             | 國際系列賽 | 混合雙打 | 鄧淳薰 | 冠軍   |
| 2018年 | 奧地利羽毛球公開賽           | 國際挑戰賽 | 男子雙打 | 盧震   | 冠軍   |
| 2018年 | 斯洛伐克羽毛球公開賽         | 未來系列賽 | 男子雙打 | 盧震   | 冠軍   |
| 2018年 | 斯洛伐克羽毛球公開賽         | 未來系列賽 | 混合雙打 | 鄧淳薰 | 冠軍   |
| 2018年 | 葡萄牙羽毛球國際賽           | 國際系列賽 | 男子雙打 | 盧震   | 冠軍   |
| 2018年 | 葡萄牙羽毛球國際賽           | 國際系列賽 | 混合雙打 | 鄧淳薰 | 準決賽 |
| 2019年 | 蘇格蘭羽毛球公開賽           | 國際挑戰賽 | 男子雙打 | 江建葦 | 準決賽 |
| 2019年 | 威爾斯羽毛球國際賽           | 國際系列賽 | 男子雙打 | 江建葦 | 冠軍   |
| 2020年 | 愛沙尼亞羽毛球國際賽         | 國際系列賽 | 男子雙打 | 江建葦 | 冠軍   |
| 2020年 | 瑞典羽毛球公開賽             | 國際系列賽 | 男子雙打 | 江建葦 | 冠軍   |
| 2022年 | 斯洛伐克羽毛球公開賽         | 未來系列賽 | 混合雙打 | 李佳馨 | 準決賽 |
| 2022年 | 葡萄牙羽毛球國際賽           | 國際系列賽 | 男子雙打 | 蘇敬恒 | 冠軍   |
| 2022年 | 葡萄牙羽毛球國際賽           | 國際系列賽 | 混合雙打 | 李佳馨 | 冠軍   |
| 2022年 | 波蘭羽毛球公開賽             | 國際挑戰賽 | 男子雙打 | 蘇敬恒 | 亞軍   |
| 2022年 | 波蘭羽毛球公開賽             | 國際挑戰賽 | 混合雙打 | 李佳馨 | 冠軍   |
| 2022年 | 斯洛文尼亞羽毛球國際賽       | 國際系列賽 | 男子雙打 | 蘇敬恒 | 準決賽 |
| 2022年 | 奧地利羽毛球公開賽           | 國際系列賽 | 男子雙打 | 蘇敬恒 | 準決賽 |
| 2022年 | 奧地利羽毛球公開賽           | 國際系列賽 | 混合雙打 | 李佳馨 | 冠軍   |
| 2022年 | 意大利羽毛球國際賽           | 國際挑戰賽 | 男子雙打 | 蘇敬恒 | 亞軍   |
| 2022年 | 波恩羽毛球國際賽             | 未來系列賽 | 男子雙打 | 蘇敬恒 | 準決賽 |
| 2022年 | 南特羽毛球國際挑戰賽         | 國際挑戰賽 | 男子雙打 | 蘇敬恒 | 冠軍   |
| 2022年 | 南特羽毛球國際挑戰賽         | 國際挑戰賽 | 混合雙打 | 李佳馨 | 準決賽 |
| 2022年 | 台北羽毛球公開賽             | 超級300賽  | 男子雙打 | 蘇敬恒 | 準決賽 |
| 2022年 | 加拿大羽球公開賽             | 超級100賽  | 混合雙打 | 李佳馨 | 冠軍   |
| 2022年 | 本迪戈羽毛球國際賽           | 國際挑戰賽 | 混合雙打 | 李佳馨 | 準決賽 |
| 2022年 | 北港羽毛球國際賽             | 國際挑戰賽 | 混合雙打 | 李佳馨 | 準決賽 |
| 2023年 | 泰國羽毛球大師賽             | 超級300賽  | 男子雙打 | 蘇敬恒 | 亞軍   |
| 2023年 | 瑞士羽毛球公開賽             | 超級300賽  | 混合雙打 | 李佳馨 | 準決賽 |
| 2023年 | 西班牙馬德里羽毛球大師賽     | 超級300賽  | 男子雙打 | 蘇敬恒 | 準決賽 |
| 2023年 | 奧爾良羽球大師賽             | 超級300賽  | 混合雙打 | 李佳馨 | 亞軍   |
| 2023年 | 泰國羽毛球公開賽             | 超級500賽  | 混合雙打 | 李佳馨 | 準決賽 |
| 2023年 | 台北羽球公開賽               | 超級300賽  | 混合雙打 | 李佳馨 | 準決賽 |
| 2023年 | 美國羽毛球公開賽             | 超級300賽  | 混合雙打 | 李佳馨 | 冠軍   |
| 2023年 | 夏季世界大學運動會羽毛球比賽 | 其他       | 混合團體 | －     | 金牌   |
| 2023年 | 夏季世界大學運動會羽毛球比賽 | 其他       | 混合雙打 | 李佳馨 | 金牌   |
| 2023年 | 海洛羽毛球公開賽             | 超級300賽  | 混合雙打 | 李佳馨 | 準決賽 |
| 2024年 | 印度羽球公開賽               | 超級750賽  | 混合雙打 | 李佳馨 | 準決賽 |
| 2024年 | 瑞士羽毛球公開賽             | 超級300賽  | 混合雙打 | 李佳馨 | 準決賽 |
| 2024年 | 湯姆斯盃                     | 其他       | 男子團體 | －     | 季軍   |
| 2024年 | 台北羽球公開賽               | 超級300賽  | 混合雙打 | 李佳馨 | 準決賽 |
| 2024年 | 澳門羽球公開賽               | 超級300賽  | 混合雙打 | 詹又蓁 | 準決賽 |
| 2024年 | 吉隆坡羽球大師賽             | 超級100賽  | 男子雙打 | 吳軒毅 | 準決賽 |
| 2024年 | 吉隆坡羽球大師賽             | 超級100賽  | 混合雙打 | 詹又蓁 | 冠軍   |
| 2025年 | 馬來西亞羽毛球大師賽         | 超級500賽  | 混合雙打 | 詹又蓁 | 準決賽 |
| 2025年 | 新加坡羽球公開賽             | 超級750賽  | 混合雙打 | 詹又蓁 | 準決賽 |

| 2007-2017年 | 首要超級賽 | 超級賽 | 黃金大獎賽 | 大獎賽 | 國際挑戰賽 | 國際系列賽 | 未來系列賽 | 其他 |

| 2018-2026年 | 總決賽 | 超級1000賽 | 超級750賽 | 超級500賽 | 超級300賽 | 超級100賽 | 國際挑戰賽 | 國際系列賽 | 未來系列賽 | 其他 |

### 奧運會和世錦賽參賽紀錄
|          | 搭檔   | 2023 | 2024       |
| -------- | ------ | ---- | ---------- |
| 混合雙打 | 李佳馨 | 16強 | 小組第三名 |

## 外部連結
- 葉宏蔚在BWFBadminton.com（英语）
- 葉宏蔚在BWF.TournamentSoftware.com（英语）
- 葉宏蔚在Olympics.com（英语）
- 葉宏蔚在Flashscore（英语）